# Opuntia pilifera
Az Opuntia pilifera a szegfűvirágúak (Caryophyllales) rendjébe, ezen belül a kaktuszfélék (Cactaceae) családjába tartozó faj.

## Előfordulása
Az Opuntia pilifera előfordulási területe kizárólag Mexikóban található, azaz ennek a közép-amerikai országnak az egyik endemikus növényfaja. Mexikónak a középső részétől délre, egészen Oaxaca államig található meg. A természetes élőhelyén 900-1800 méteres tengerszint feletti magasságok között lelhető fel.
Az ember betelepítette a Kanári-szigetekre, Szicíliába, Franciaországba, Olaszországba és Spanyolországba.

## Képek

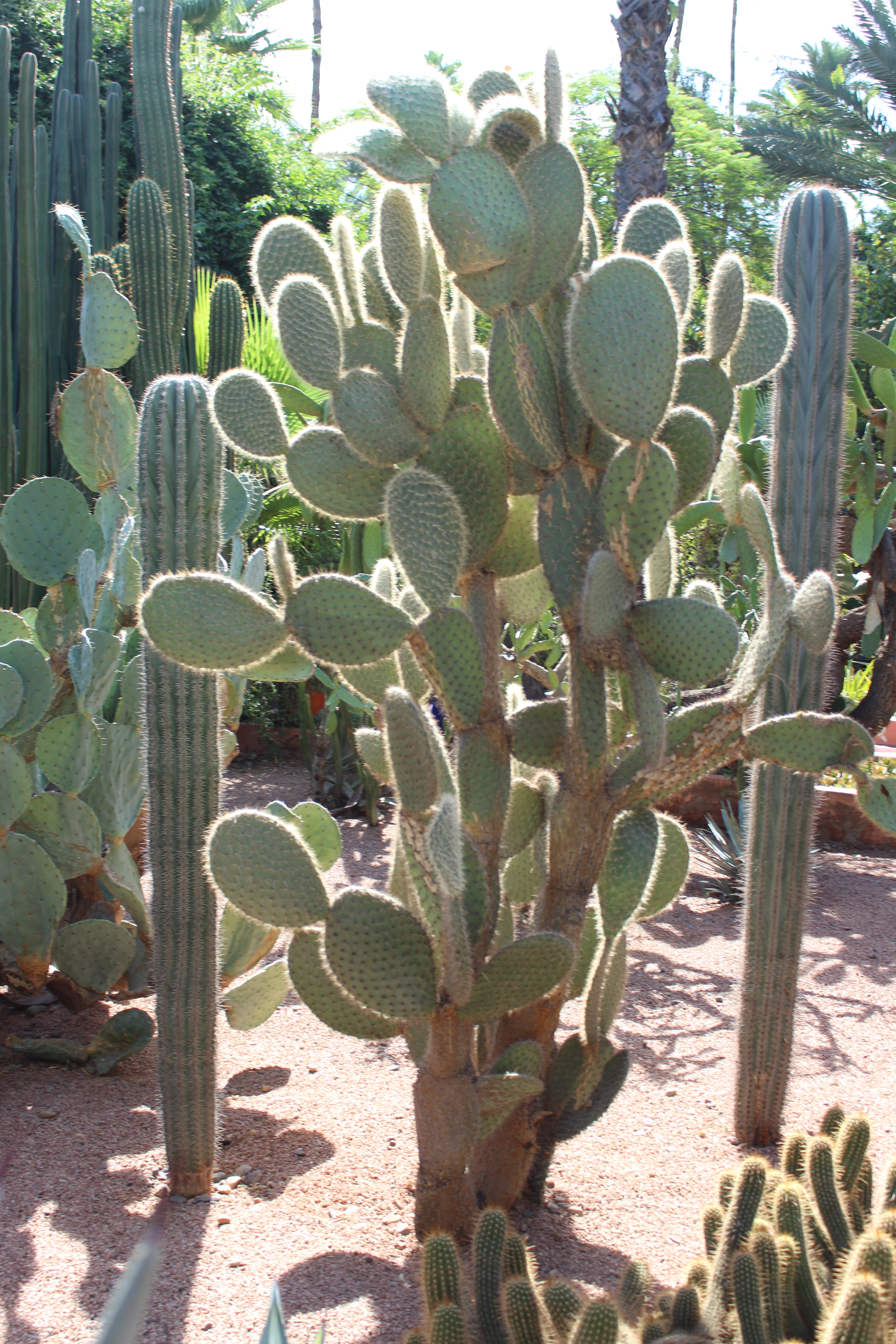
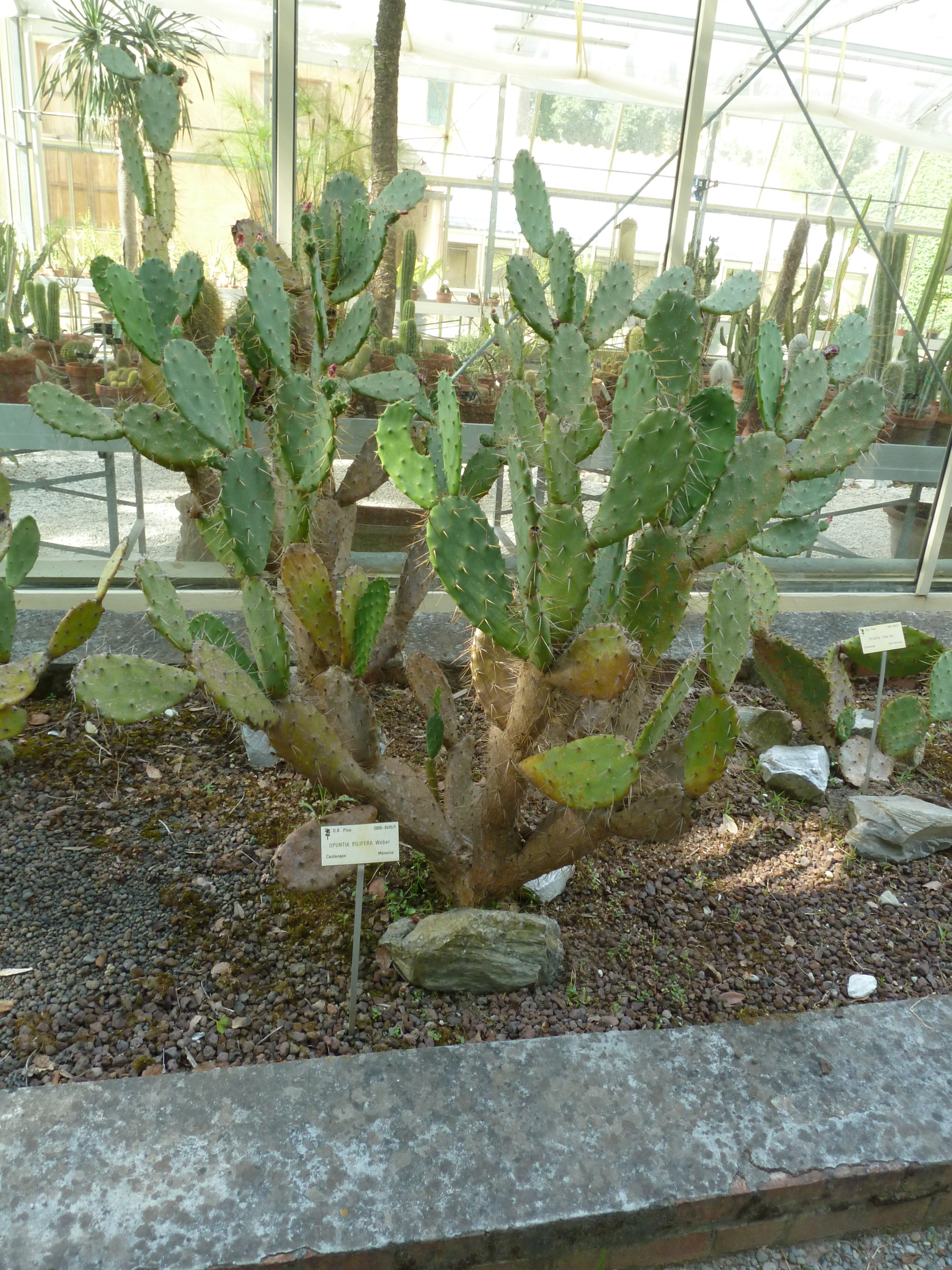
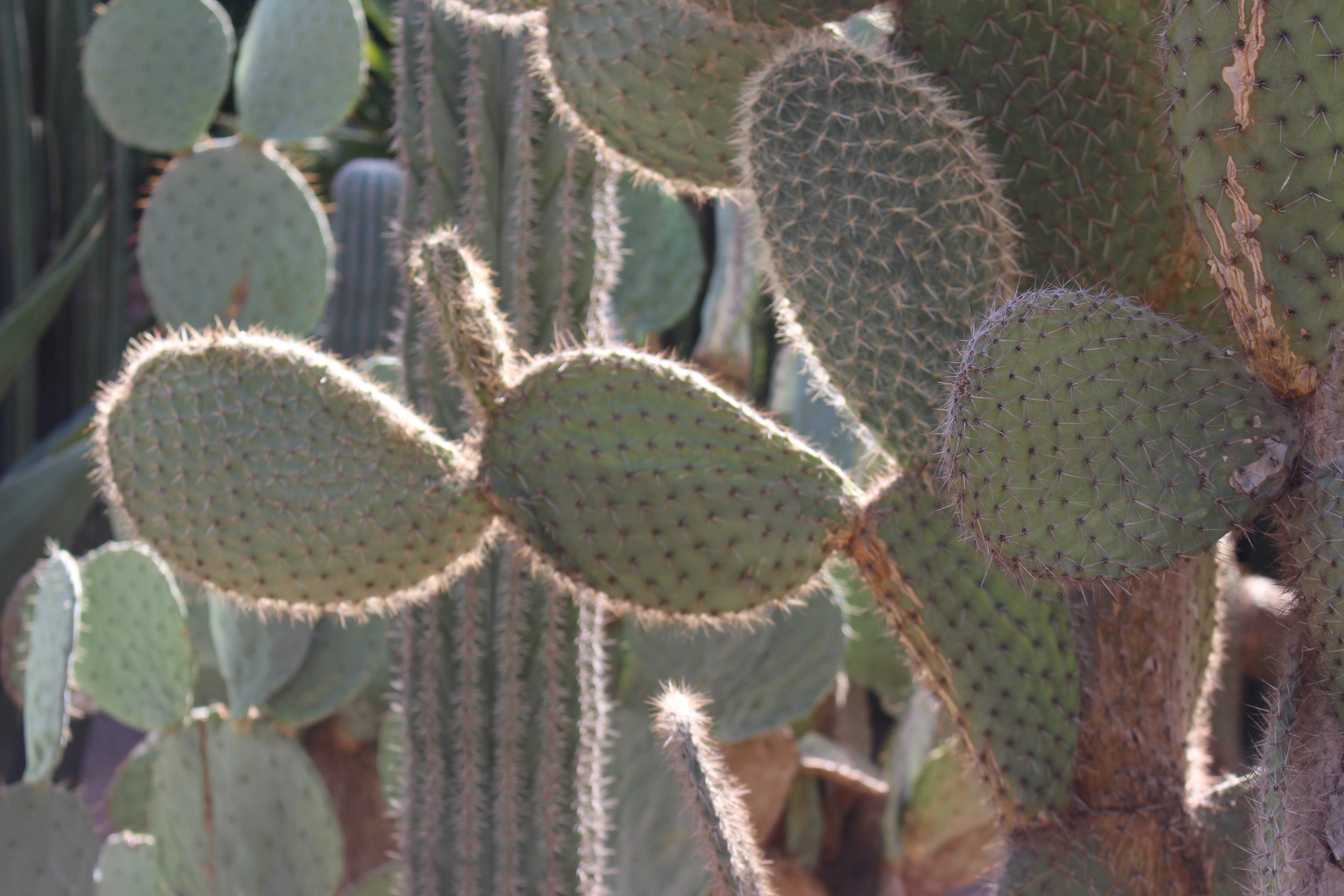
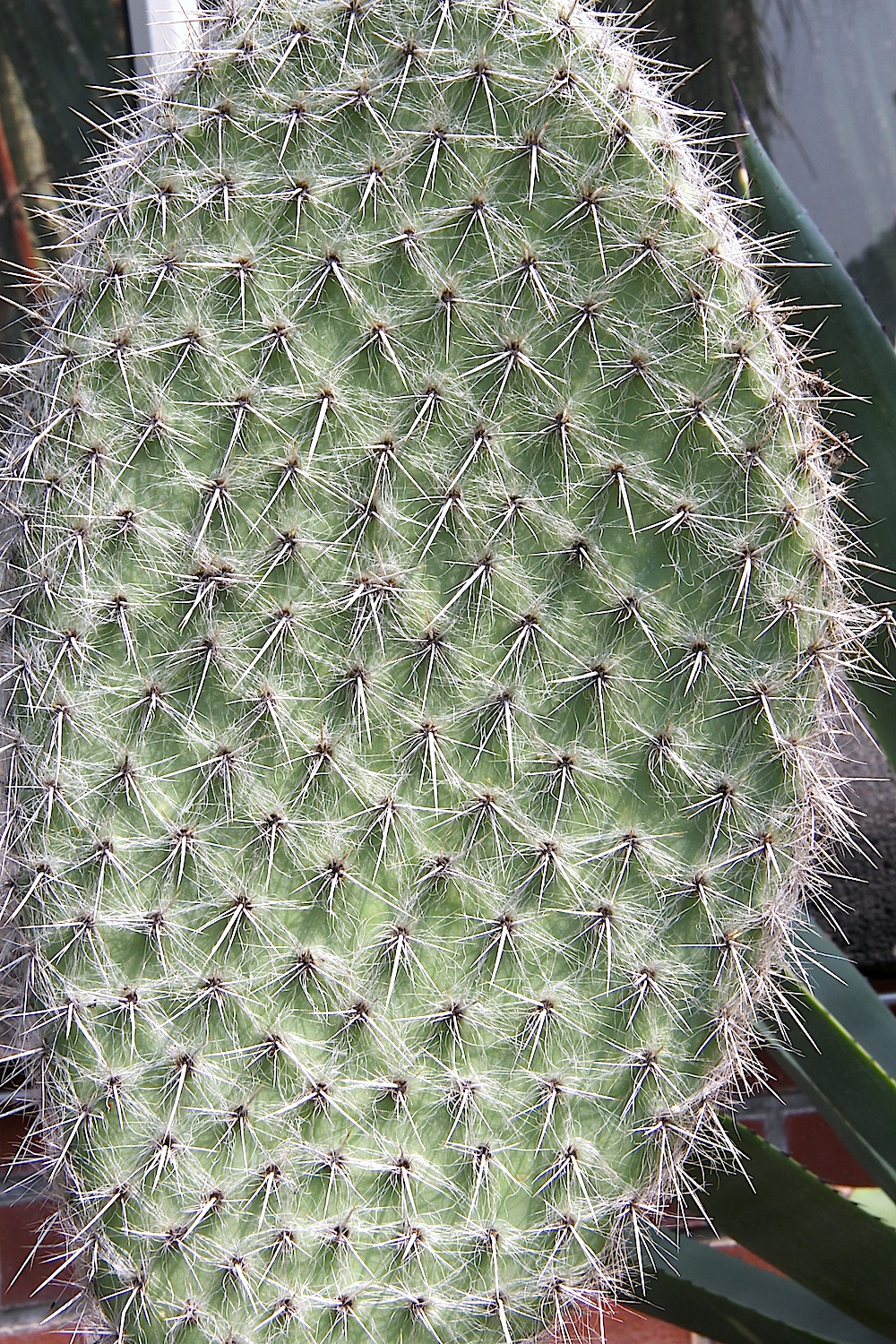

## Megjelenése
Ez a kaktuszféle egy cserjeszerű növényfaj, amely akár 4 méter magasra is megnőhet. Az ágai oválisak és lapítottak; zöld színűek. Csomókba rendeződő, számos fehér tüskéje van. A virágainak színe a vöröstől a lilásig változik; március-júliusban nyílnak.